# Millbrae Intermodal Terminal
Millbrae Intermodal Terminal is een station in de Amerikaanse plaats Millbrae (Californië). Het station werd geopend in 1863, na een paar branden en overnames bouwde Southern Pacific in 1907 een nieuw stationsgebouw dat in 1978 op de monumentenlijst gezet werd. Naast dit station werd in 2002 de Intermodal Terminal geopend waar zowel de treinen van Caltrain als de metro's van het BART netwerk stoppen. De metrodiensten gingen op 22 juni 2003 van start en sindsdien is Millbrae het westelijke eindpunt van het BART-net. Het normaalspoor van Caltrain heeft een zijperron en deelt een eilandperron met BART, de andere twee sporen van BART liggen langs het oostelijke eilandperron.